# Епова, Нина Афанасьевна
Нина Афанасьевна Епова (1903—1960) ― ученый-ботаник, профессор, кандидат биологических наук и исследователь флоры Средней Сибири.

## Биография
Родилась Нина Афанасьевна в Невьянском заводе, ныне являющийся Свердловской областью, воспитывалась в семье сельского фельдшера. С 1913 года училась в Кыштымской женской гимназии, по окончании которой в 1919 году поступила в Иркутский государственный университет, где в дальнейшем протекала ее научная, педагогическая и общественная деятельность.
В студенческие годы начала научную работу на кафедре ботаники. В период с 1920 по 1924 год участвовала в экспедициях профессора В. И. Смирнова по Южному Прибайкалью, Хамар-Дабану, Восточному Саяну (Тункинские гольцы), Северной части Монголии, где собрала большой материал, вошедший в учебные и научные коллекции кафедры ботаники.
Летом 1923 года Нина Афанасьевна совершила первую научную экспедицию, в результате которой был написан «Очерк растительности окрестностей Тулунской опытной станции», защищённый в 1924 году в качестве дипломной работы.
Училась в аспирантуре в Биолого-географическом научно-исследовательском институте при Иркутском государственном университете с 1926 по 1929 год. У Нина Афанасьевна сформировалось первое направление ее научных интересов, в процессе работы над диссертационной темой, связанное с исследованием биологии и морфологии лекарственных и технических растений.
Работала в Биолого-географическом научно-исследовательском институте при ИГУ сначала сотрудником, после окончания аспирантуры, с 1932 года научным сотрудником, с 1935 года – преподаватель на кафедре ботаники, с 1938 года – доцент.
Нина Афанасьевна уделяла большое внимание изучению бадана. Первая работа на эту тему «Данные семилетней полевой культуры бадана в Иркутске» была опубликована в 1934 году. В 1937 году ей была присуждена ученая степень кандидата биологических наук и присвоено ученое звание старшего научного сотрудника за научную работу «К биологии и морфологии дикорастущего бадана, Bergenia crassifolia (L.) Fritsch».
В дальнейшем вышел монументальный труд «К истории ареала бадана толстолистного, Bergenia crassifolia (L.) Fritsch», в котором описаны биологические особенности, морфология и экология ценного промышленного растения.
В 1930-х годах Нина Афанасьевна обратилась к изучению особенностей биологии и экологии сорных растений. В 1933 году исследовала сорную растительность в Камалинском, в 1934 году в Иркутском зерносовхозах, в 1935 году совершила научную экспедицию в Балаганский район Иркутской области для изучения термопсиса.
В начале 1940-х годов определилось новое направление научно-исследовательской работы Н. А. Еповой – изучение высокогорной флоры Прибайкалья, а именно горного хребта Хамар-Дабана, протянувшегося вдоль южного и восточного побережья Байкала. Планировалось завершить исследование в 1944 г., однако война способствовала отмене планов.
В годы Великой Отечественной войны Нина Афанасьевна занималась изучением лекарственных трав, а также участвовала в экспедициях по их сбору. Кроме того, обобщила результаты работ по изучению биологии лекарственных растений зигаденус сибирский (1942), которые проводились с 1937 по 1938 год.
Занялась исследованием растительности Хамар-Дабана, после окончания военного времени. Возглавляла Хамар-Дабанскую геоботаническую экспедицию, в 1950-е года появляются ее работы в результате исследований. Многолетние изучения позволили Нине Афанасьевной провести геоботаническое районирование Хамар-Дабана.
В 1960 году Нина Афанасьевна ушла их жизни, полная научных планов, не завершив монографию «Высокогорная растительность Хамар-Дабана» – деятельность многолетних исследований, который должен был стать ее докторской диссертацией.

## Основные труды
- Данные семилетней полевой культуры бадана в г. Иркутске // Тр. / Вост.-Сиб. гос. ун-т. – М. ; Иркутск, 1934. – № 2. – С. 80-117.
- Сорная растительность и борьба с ней. – М. ; Иркутск : ОГИЗ, 1935. – 96 с. – Соавт.: Назинцев, З. Ф. Качаева, Пудовикова.
- К биологии некоторых сорных растений западной части Восточносибирского края // Изв. / Биол.-геогр. науч.-исслед. ин-т при Вост.-Сиб. гос. ун-те. – Иркутск, 1936. – Т. 7, вып. 1-2. – С. 187-197.
- По вопросу биологии и экологии термопсиса (Termopsis lupinoides (L) Link) в связи с оценкой его как сорно-полевого растения // Тр. / Вост.-Сиб. гос. ун-т. – Иркутск, 1936. – Вып. 3. – С. 102-147.
- К морфологии и биологии дикорастущего бадана - Bergenia crassifolia (L.) Fritsch. // Изв. / Биол.-геогр. науч.-исслед. ин-т при Вост.-Сиб. гос. ун-те. – Иркутск, 1939. – Т. 8, вып. 3-4. – С. 88-118.
- К динамике алкалоидов у Termopsis lanceolata R. Br. // Тр. / Вост.-Сиб. гос. ун-т. – Иркутск, 1940. – Вып. 4. – С. 158-167. – Соавт.: Е. Г. Сай-Моисеева.
- К характеристике сырьевой базы термопсиса - (Thermopsis lanceolata R. Br.) как лекарственного растения в Балаганском районе // Тр. / Вост.-Сиб. гос. ун-т. – Иркутск, 1940. – Вып. 4. – С. 101-157.
- Растительность // Иркутская область : экон.-стат. справ. – Иркутск, 1941. – С. 50-55. – Соавт.: В. А. Немцев.
- К биологии нового лекарственного растения - Zygadenus sibiricus (L.) A. Qray // Изв. / Биол.-геогр. науч.-исслед. ин-т при Вост.-Сиб. гос. ун-те им. А. А. Жданова. – Иркутск, 1942. – Т. 9, вып. 3-4. – С. 152-168.
- К истории ареала бадана толстолистного Bergenia Crassifolia (L.) Fritsch. – Л. : Изд-во Ленингр. ун-та, 1955. – 111 с. – ( Изв. / Биол.-геогр. науч.-исслед. ин-т при Вост.-Сиб. гос. ун-те им. А. А. Жданова ; т. 15. вып. 1-4).
- Реликты широколиственных лесов в пихтовой тайге Хамар-Дабана // Изв. / Биол.-геогр. науч.-исслед. ин-т при Иркут. гос. ун-те им. А. А. Жданова. – Л., 1956. – Т. 16, вып. 1-4. – С. 25-61.
- Материалы по характеристике пихтовой тайги Хамар-Дабана // Бюл. крат. науч. сообщ. – Благовещенск, 1957. – С. 55-57.
- Растительность высокогорной области Хамар-Дабана // Объединенная научная сессия, 10-17 июня 1957 года : тез. докл. – Иркутск, 1957. – [Т.] 1 : Пленарные заседания. Ботаника. Почвоведение. – С. 63-65.
- Материалы по характеристике высокогорных лугов Хамар-Дабана // Изв. / Биол.-геогр. науч.-исслед. ин-т при Иркут. гос. ун-те им. А. А. Жданова. – Иркутск, 1958. – Т. 17, вып. 1-4. – С. 12-56.
- Охрана растительности Хамар-Дабана // Охрана природы Сибири : материалы Первой Сиб. конф. 1958 г. – Иркутск, 1959. – С. 102-105.
- К истории растительности Хамар-Дабана // Научные чтения памяти Михаила Григорьевича Попова : чтения 1 и 2. 18 дек. 1956 и 18 дек. 1957 г. – Новосибирск, 1960. – С. 45-66.
- Опыт дробного геоботанического районирования Хамар-Дабана (Южная часть Средней Сибири) // Проблемы ботаники. – М. ; Л., 1960. – Т. 5 : Материалы по изучению флоры и растительности высокогорий. – С. 47-61.
- К характеристике пихтовой тайги Хамар-Дабана // Тр. Сер. биол.-почв. / Бурят. комплекс. науч.-исслед. ин-т. – Улан-Удэ, 1961. – Вып. 4. – С. 141-163.
- К характеристике тополевых лесов юго-восточного побережья озера Байкал // Изв. / Вост.-Сиб. отд. геогр. о-ва СССР. – Иркутск, 1962. – Т. 60. – С. 39-55.

## Публикации о Н. А. Еповой
- Лесной Н. Труженица науки / Н. Лесной // За науч. кадры. – 1957. – 1 мая.
- Памяти Нины Афанасьевны Еповой (1903-1960) // Изв. / Вост.-Сиб. отд. геогр. о-ва СССР. – Иркутск, 1962. – Т. 60. – С. 155-160.
- Фролова М. В. Памяти Нины Афанасьевны Еповой (20.01.1903 - 30.08.1960) / М. В. Фролова, А. А. Горшкова // Ботан. журн. – 1962. – Т. 47, № 6. – С. 893-896.
- Зарубин А. М. Нина Афанасьевна Епова. К 100-летию со дня рождения / А. М. Зарубин, В. В. Чепинога // Растительный покров Байкальской Сибири : сб. ст., посвящ. 100-летию со дня рождения Н. А. Еповой. – Иркутск, 2003. – С. 6-17.
- Кардашевская П. А. Воспоминания о Н. А. Еповой. К 100-летию со дня рождения / П. А. Кардашевская // Растительный покров Байкальской Сибири : сб. ст., посвящ. 100-летию со дня рождения Н. А. Еповой. – Иркутск, 2003. – С. 26-27.